# Tencent Seafront Towers
Les Tencent Seafront Towers sont deux gratte-ciel construits en 2017 à Shenzhen en Chine. Ils s'élèvent à 250 et 192 mètres et sont liés entre eux trois volumes situés à différentes hauteurs.